# Nueva Imperial
Nueva Imperial ist eine Kommune im Süden Chiles. Sie liegt in der Provinz Cautín in der Región de la Araucanía. Sie hat 32.510 Einwohner und liegt ca. 30 Kilometer westlich von Temuco, der Hauptstadt der Region.

## Geschichte
1551 wurde von Pedro de Valdivia in Araukanien die Stadt „La Imperial“ gegründet. Sie war ursprünglich ein Militärstützpunkt Valdivias auf dessen Eroberungsfeldzug nach Südchile. Allerdings wurde die Siedlung im Jahre 1600 während des Arauco-Krieges, bei dem die Mapuche gewaltsam gegen die Spanier aufstanden, verlassen und zerstört. Daraufhin blieb das Gebiet Teil des Stammesgebietes der Mapuche, ehe es in den 1880er Jahren endgültig von der chilenischen Armee eingenommen wurde. Daraufhin wurden in der Region viele Siedlungen gegründet. So entstand auf dem Gebiet von La Imperial die Kommune Carahue, während etwa 20 Kilometer östlich die Siedlung Nueva Imperial gegründet wurde. In den folgenden Jahren wuchs Nueva Imperial immer mehr zu einer großen Ortschaft an, wobei vor allem der Anschluss an die Eisenbahn eine wichtige Rolle spielte. 2004 wurde der Nordosten der Kommune abgespalten und zur eigenständigen Kommune Cholchol erklärt.

## Demografie und Geografie
Laut der Volkszählung aus dem Jahr 2017 leben in Nueva Imperial 32.510 Einwohner, davon sind 15.870 männlich und 16.640 weiblich. 58,1 % leben in urbanem Gebiet, der Rest in ländlichem Gebiet. Die Kommune Nueva Imperial besteht aus einer Vielzahl an Ortschaften, die wichtigsten sind der gleichnamige Hauptort sowie Villa Almagro. Die Kommune hat eine Fläche von 732,5 km² und grenzt im Norden an Cholchol, im Osten an Temuco, Padre Las Casas und an Freire, im Süden an Teodoro Schmidt und im Westen an Carahue.
Die Ortschaft Nueva Imperial liegt direkt am Río Cholchol auch in der Nähe des Zusammenflusses des Río Cholchols mit dem Río Cautín. Zusammen bilden beide Flüsse den Río Imperial, der in den Pazifischen Ozean mündet.

## Wirtschaft und Politik
In Nueva Imperial gibt es 416 angemeldete Unternehmen. Dabei spielt vor allem die herstellende Industrie eine wichtige Rolle. Der aktuelle Bürgermeister von Nueva Imperial ist Manuel Salas Trautmann von der christdemokratischen PDC. Auf nationaler Ebene liegt Freire im 51. Wahlkreis, unter anderem zusammen mit Carahue, Puerto Saavedra und Freire.

## Kultur und Tourismus
Noch heute ist die Kommune sehr von den Mapuchen geprägt. Dementsprechend prägt die Kultur der Mapuche nach wie vor die Stadt. So wird neben der Semana Imperialina mit „Wetripantu“ auch ein traditionelles Fest der Mapuche regelmäßig gefeiert. Für Touristen sind neben diesen beiden Festivitäten vor allem die alte Eisenbahnbrücke und das alte Fort Borca von Bedeutung. Daneben können auch die Flüsse beispielsweise zum Kajakfahren genutzt werden.

## Fotogalerie

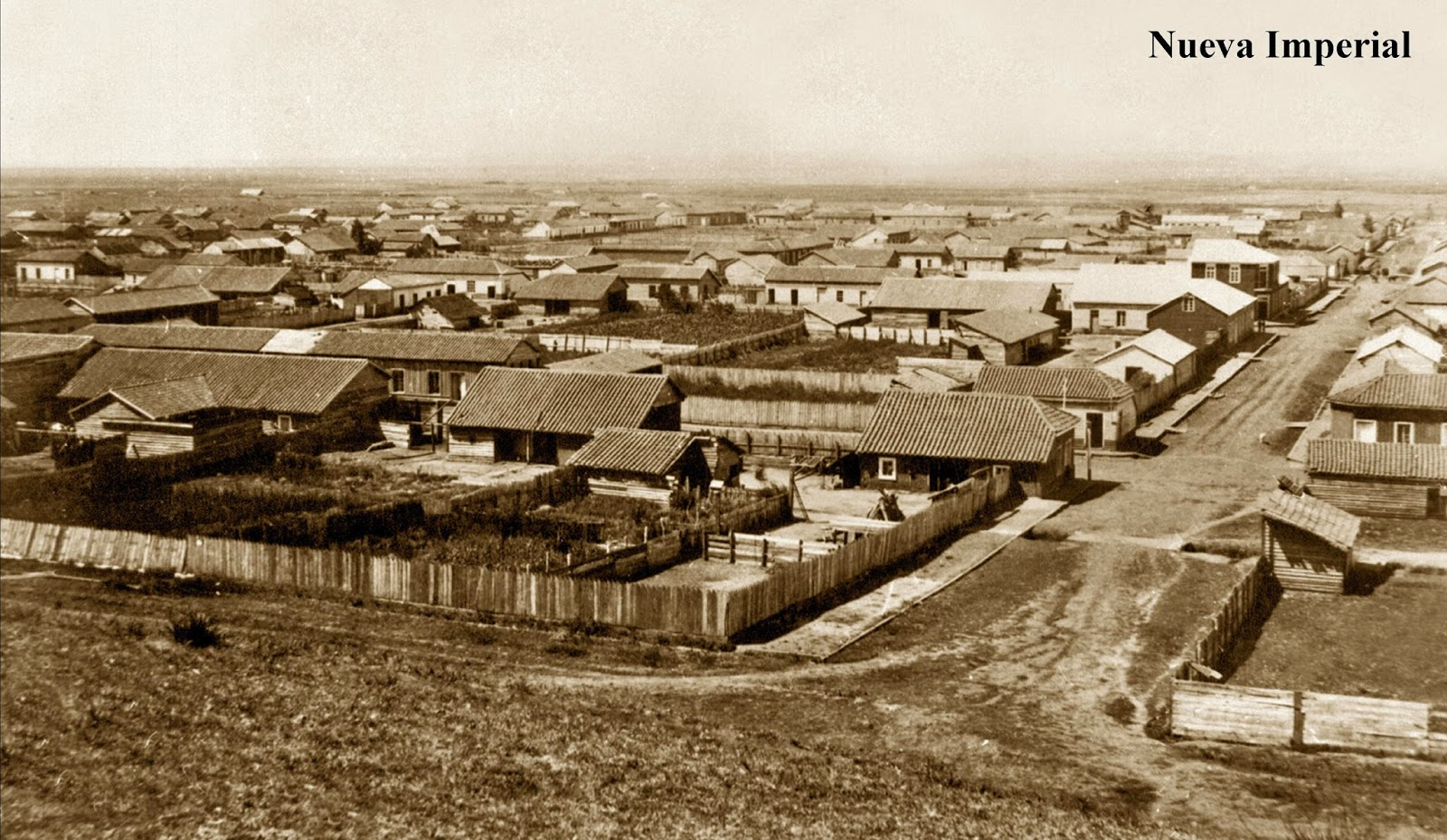
Nueva Imperial Anfang des 20. Jahrhunderts
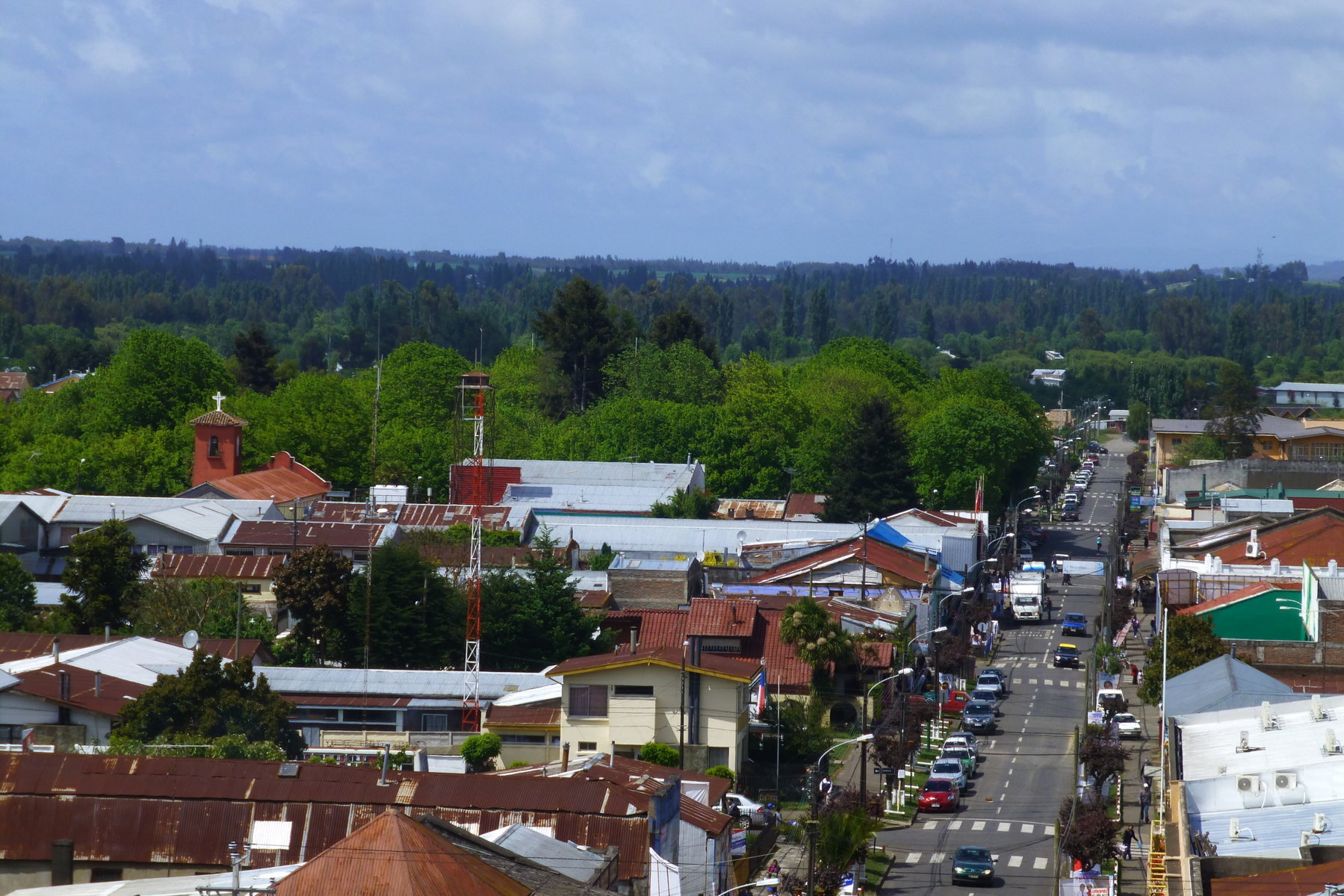
Nueva Imperial heute
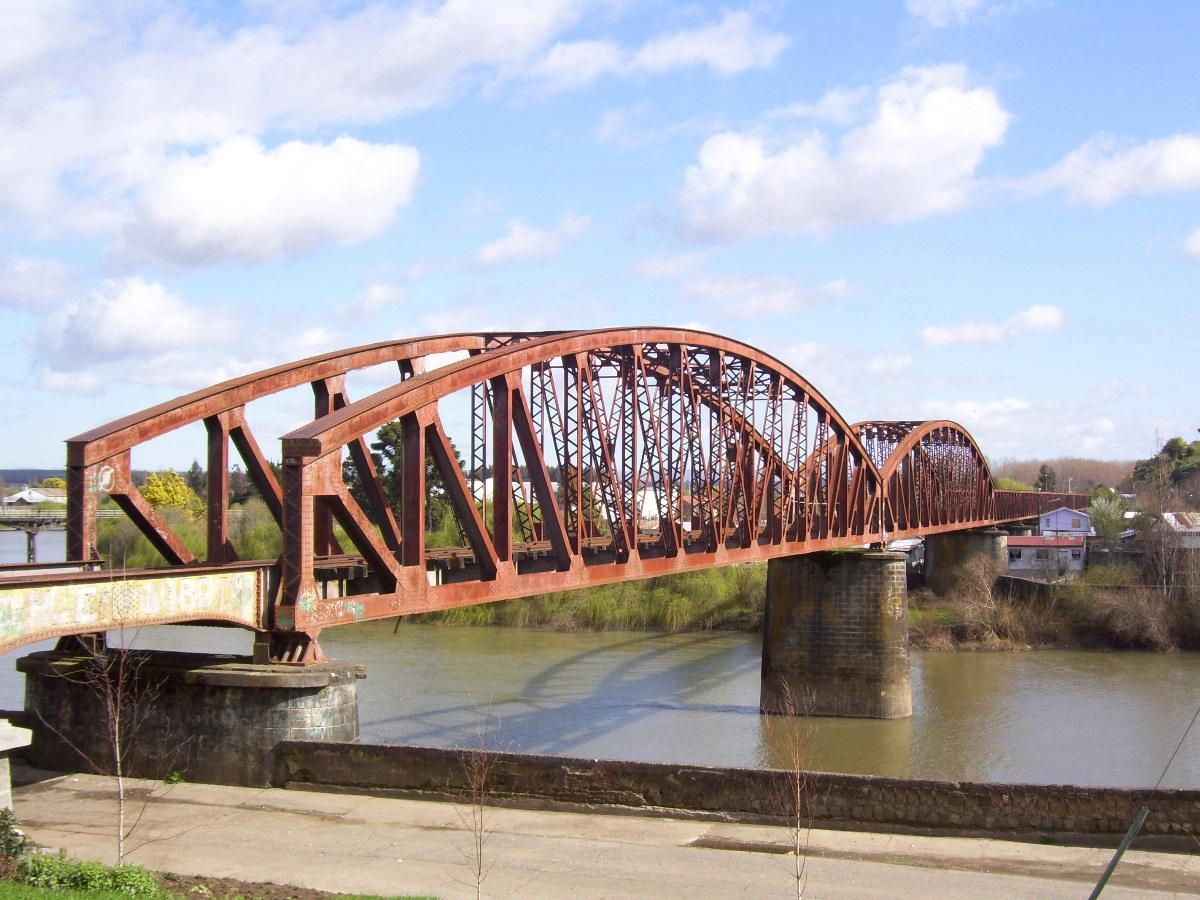
Die alte Eisenbahnbrücke
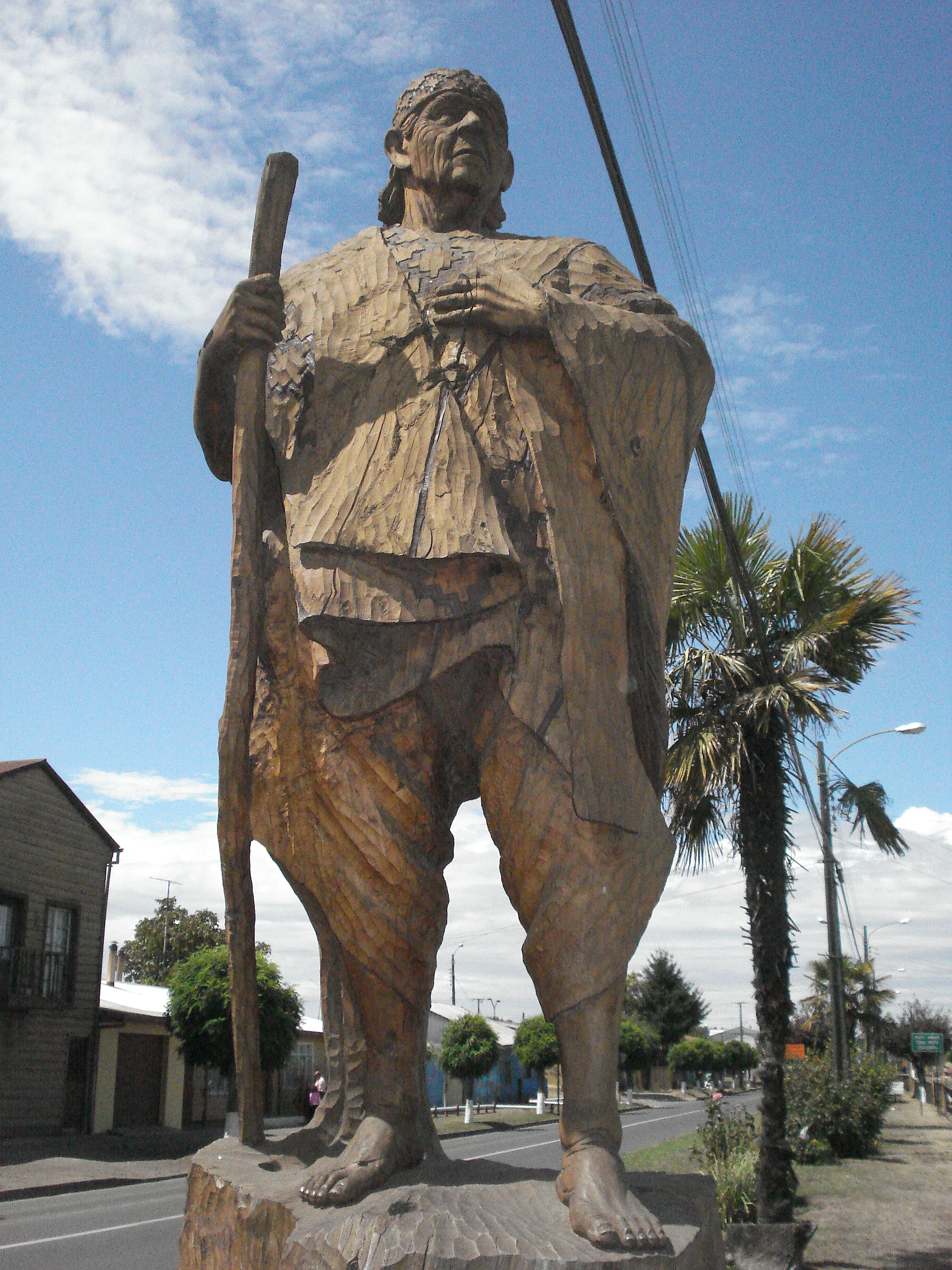
Statue von Lemunao
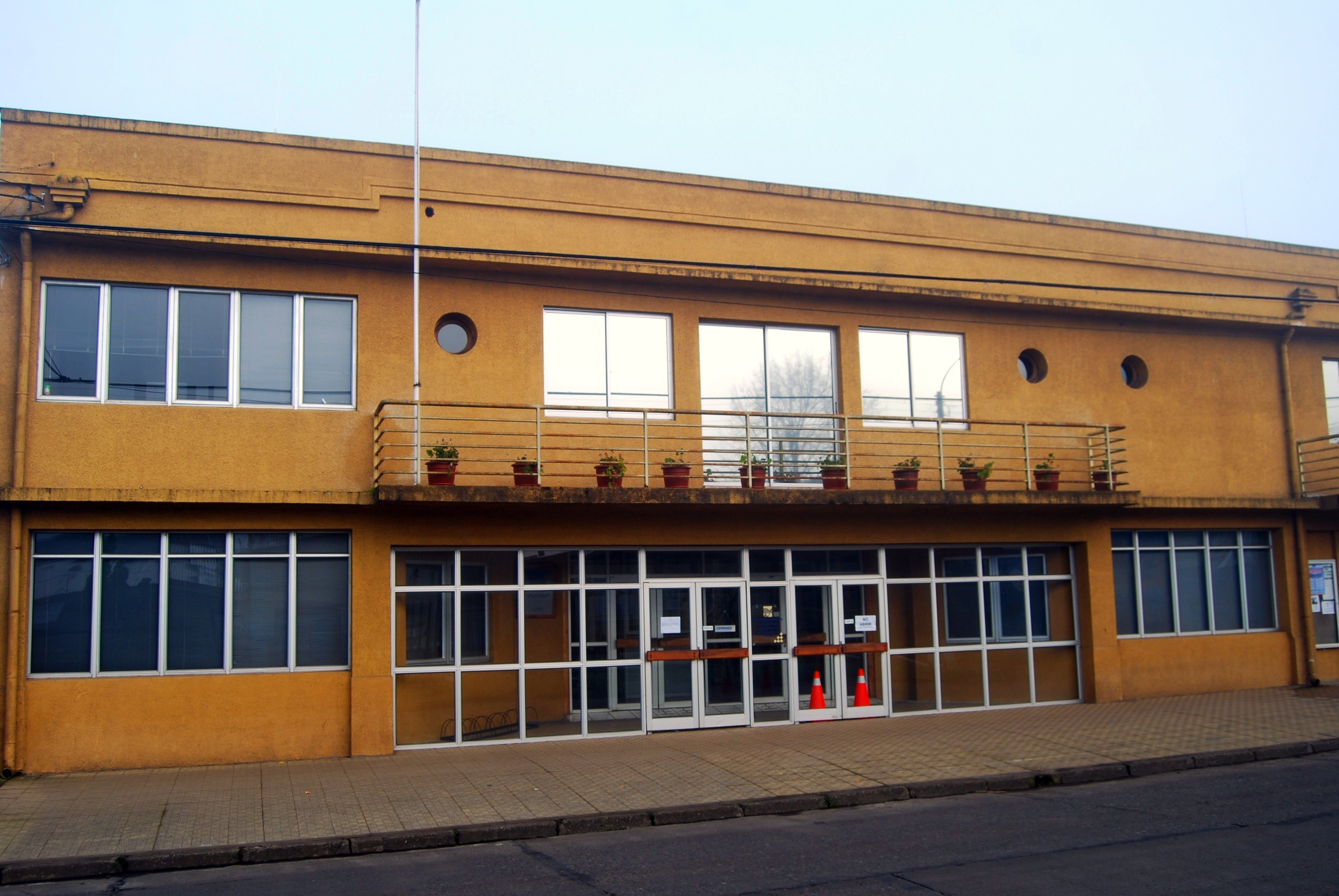
Das Theater von Nueva Imperial
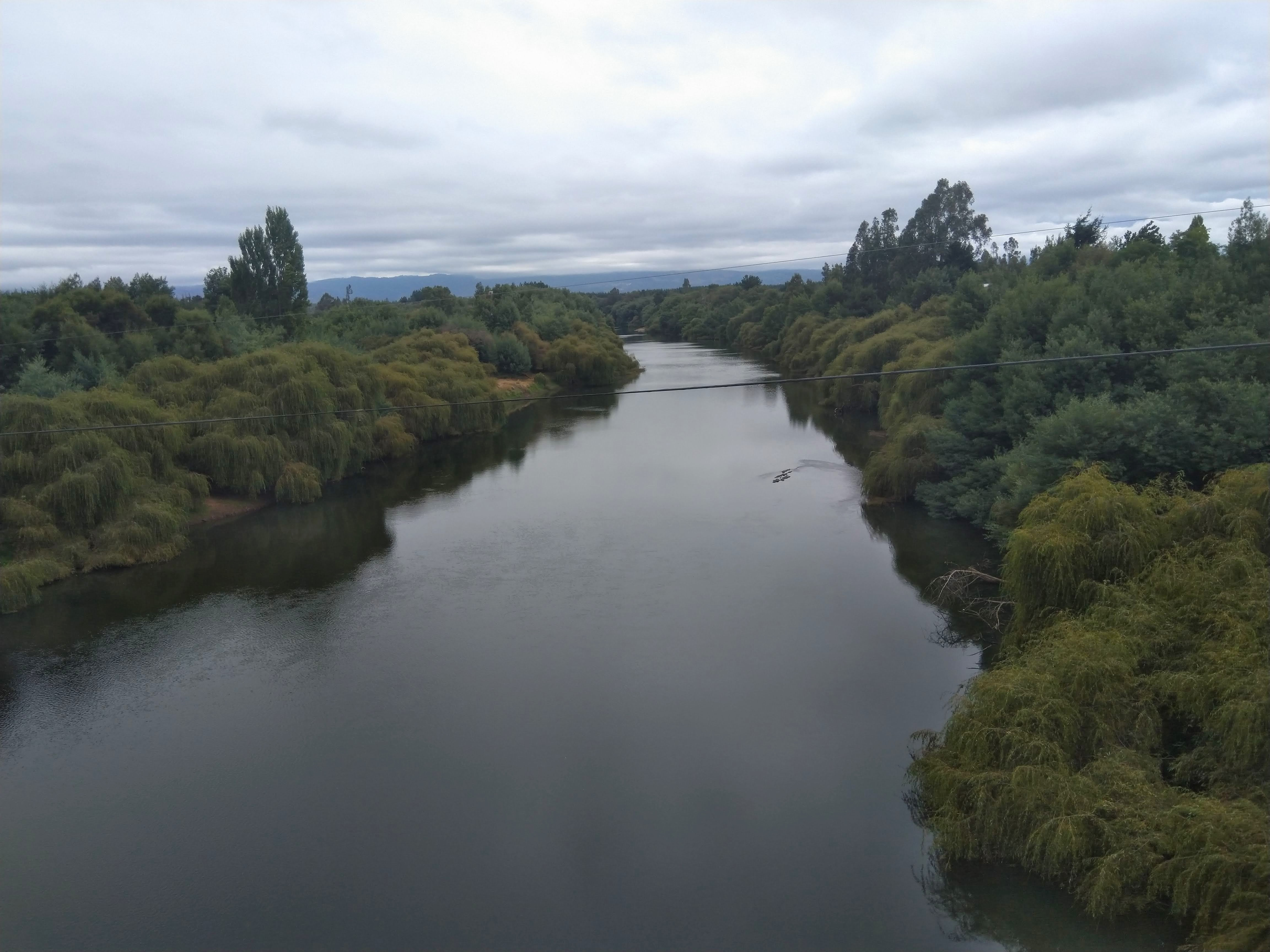
Río Cholchol

## Persönlichkeiten
- Marcos Wittke (1896–1945), Fußballspieler
- Cristián Canío (* 1981), Fußballspieler